# Kuragaty
Kuragaty nebo Kuragata (rusky Курагаты nebo Курагата) je řeka ve Žambylské oblasti v Kazachstánu. Je 184 km dlouhá. Povodí má rozlohu 8760 km² včetně bezodtokých částí.

## Průběh toku
Pramení na severních svazích Kyrgyzského hřbetu. Poté protéká východním okrajem pouště Mujunkum, kde ztrácí převážnou část své vody. Ústí zleva do řeky Ču.

## Vodní stav
Průměrný roční průtok ve vzdálenosti 78 km od ústí je 2,36 m³/s.

## Využití
Využívá se na zavlažování.